# The Other Side (Chris Hillman)
| Recensione | Giudizio |
| ---------- | -------- |
| AllMusic   | [ 1 ]    |

The Other Side è un album discografico di Chris Hillman, pubblicato dall'etichetta discografica Sovereign Atists nel giugno del 2005.

## Tracce
1. Eight Miles High – 4:04 (David Crosby, Gene Clark, Roger McGuinn)
2. True Love – 2:22 (Chris Hillman, Steve Hill)
3. Drifting – 3:21 (Chris Hillman, Steve Hill)
4. The Other Side – 3:03 (Chris Hillman, Steve Hill)
5. Heaven Is My Home – 2:22 (Chris Hillman, Steve Hill)
6. Touch Me – 3:54 (Chris Hillman, Steve Hill)
7. The Wheel – 3:13 (Chris Hillman, Steve Hill)
8. True He's Gone – 4:27 (Jim Sullivan)
9. Heavenly Grace – 2:44 (Chris Hillman, Steve Hill)
10. It Doesn't Matter – 3:00 (Chris Hillman, Stephen Stills)
11. Missing You – 3:56 (Chris Hillman, Richard Sellers, Tom Russell)
12. The Water Is Wide – 4:32 (Chris Hillman, Herb Pedersen)
13. I Know I Need You – 3:09 (Chris Hillman, Steve Hill)
14. Our Savior's Hands – 4:25 (Chris Hillman, Steve Hill)

## Musicisti
- Chris Hillman - mandolino, chitarra, voce solista, (chitarra solo nel brano: It Doesn't Matter)
- Herb Pedersen - chitarra ritmica, banjo a 5 corde, armonie vocali
- Larry Park - chitarra solista
- Gabe Witcher - fiddle
- Sally Van Meter - dobro
- Bill Bryson - basso
- Skip Edwards - accordion
- Jennifer Warnes - armonie vocali (nel brano: The Water Is Wide)

Note aggiuntive
- Herb Pedersen - produttore
- Registrazioni effettuate al ABBEYNORMAL Studio di Burbank (California) nel gennaio del 2005
- Scott MacPherson - ingegnere delle registrazioni, mixaggio
- Steve Hall - mastering
- Richard E. Aaron - fotografia[4]

## Classifica
Album
| Anno | Classifica       | Posizione raggiunta |
| ---- | ---------------- | ------------------- |
| 2005 | Bluegrass Albums | 9                   |